# Anselmo González del Valle
Anselmo González del Valle y González Carvajal (l'Havana, Cuba, 26 d'octubre de 1852 - Oviedo, 15 de setembre de 1911) fou un compositor, pianista, mecenes i recopilador de cançons i música popular asturianes.

## Biografia
Era fill d'Anselmo González del Valle y Fernández Roces, empresari d'Oviedo emigrat a Cuba, casat amb una cubana il·lustre, on es va enriquir, la qual cosa li va permetre dedicar-se completament a la seva gran afició, la música, encara que havia estudiat Lleis a la Universitat d'Oviedo. El seu germà va ser el poeta Emilio Martín González del Valle i Carvajal, I Marquès de la Vega de Anzo. Anselmo va residir a Oviedo des dels 10 o 11 anys. Va ampliar els seus estudis de música a París i, en la seva joventut, es va revelar com eminent pianista en àmbits nacionals i internacionals. Posteriorment deixà la interpretació per a dedicar-se a la composició, arribant a convertir-se en un dels pioners de la creació musical civil a Astúries a partir de la segona meitat del segle xix. Diverses de les composicions originals del músic tenen característiques pròpies de la "música de saló". González del Valle va destacar pel seu coneixement del folklore musical, però també per la seva gran tasca com a mecenes i divulgador cultural, sobretot dins el món de la música.
El 1883 l'Acadèmia de les Belles Arts de Sant Salvador d'Oviedo va crear l'Escola Provincial de Música gràcies a la seva iniciativa i mecenatge. El 1892 ell mateix va ser nomenat president de l'acadèmia, on a més va fundar i va mantenir una càtedra de violí. En el seu palau d'Oviedo es reunien aficionats i músics locals, com Saturnino del Fresno, Víctor Sáenz i Baldomero Fernández, i es discutia, s'estudiava i s'executaven peces de música. Guardava una bona col·lecció d'instruments i una biblioteca musical de més de 20.000 volums. Aquestes reunions són l'origen de la Societat Filharmònica d'Oviedo, fundada el 1907, de la qual va ser un dels propulsors i nomenat President Honorari. La seva tasca com a difusor de la música clàssica es manifesta també a través de les nombroses transcripcions per a piano fetes, en la seva majoria de sarsueles i òperes d'autors espanyols contemporanis seus, com Barbieri, Bretó, Chapi, Cavaller, Gaztambide, Oudrid, Arrieta i altres. També va transcriure música de cambra d'alguns compositors de la segona meitat de segle xviii. La producció musical de González va arribar a sumar més de 70 composicions de gran qualitat i va ser considerat un dels pioners de la música nacionalista asturiana, que va arribar a constituir una gran biblioteca musical amb més de 20.000 partitures i una àmplia pinacoteca.
Però l'activitat d'Anselmo González del Valle no quedà restringida en el camp de la composició i el mecenatge en el món de la música. També va destacar com a gran modernitzador de la viticultura de Cangas del Narcea a la fi del segle xix. El seu interès pel món del vi el va portar a construir a la localitat asturiana un gran celler, conegut com "El Lagarón". González del Valle va invertir grans quantitats de diners a Cangas del Narcea, on va arribar a comptar amb més de 200 propietats. La vila li va dedicar un carrer amb el nom de 'Anselmo del Valle', que era com se'l coneixia en el seu temps.
Es va casar amb María Dolores Sarandeses y García-Santamarina, d'Oviedo.